# Goven
Goven település Franciaországban, Ille-et-Vilaine megyében. Lakosainak száma 4326 fő (2022. január 1.). Goven Mordelles, Lassy, Baulon, Bréal-sous-Montfort, Bruz, Chavagne és Guichen községekkel határos.

## Népesség
A település népességének változása:
| Lakosok száma | 1763 | 2270 | 2638 | 3687 | 4417 | 4422 | 4363 | 4321 | 4323 | 4326 |
|               | 1968 | 1982 | 1990 | 2006 | 2013 | 2015 | 2017 | 2019 | 2020 | 2022 |